# Pia Maertens
Pia Maertens (* 6. Januar 1999 in Duisburg) ist eine deutsche Hockeyspielerin, die 2019 und 2021 Europameisterschaftszweite war.

## Sportliche Karriere
Die Stürmerin begann in Duisburg beim Club Raffelberg und wechselte 2019 nach Köln zum KTHC Stadion Rot-Weiss.
Von 2014 bis 2018 nahm sie an 41 Länderspielen in den verschiedenen Altersklassen im Juniorinnen-Bereich teil. Ihr größter Erfolg war der zweite Platz bei der U18-Europameisterschaft 2016.
2019 debütierte sie in der Nationalmannschaft. Bei der Europameisterschaft 2019 in Antwerpen belegten die deutschen Damen in der Vorrunde den zweiten Platz hinter den Engländerinnen, das Spiel zwischen den beiden Mannschaften endete 1:1. Im Halbfinale schlugen die Deutschen die Spanierinnen mit 3:2, im Finale unterlagen sie den Niederländerinnen mit 0:2. Pia Maertens erzielte im Turnierverlauf drei Feldtore und wurde als beste Nachwuchsspielerin des Turniers ausgezeichnet. 2021 fand die Europameisterschaft in Amstelveen statt. Die deutsche Mannschaft gewann ihre Vorrundengruppe vor den Belgierinnen. Im Halbfinale siegte die deutsche Mannschaft mit 4:1 gegen Spanien, im Finale siegten die Niederländerinnen mit 2:0. Bei den Olympischen Spielen in Tokio belegte die deutsche Mannschaft den zweiten Platz in der Vorrunde. Im Viertelfinale schieden die Deutschen mit 0:3 gegen die Argentinierinnen aus.
Beim 16. Titelgewinn der deutschen Nationalmannschaft bei der Halleneuropameisterschaft 2022 erzielte sie drei Tore. Zudem wurde sie als beste Spielerin des Turniers ausgezeichnet.
Pia Maertens bestritt bisher 77 Länderspiele, davon sechs in der Halle. (Stand 14. Juni
2024) 

## Privat
Pia Maertens ist die Tochter von Susanne Wollschläger, die als Torhüterin bei den Olympischen Spielen 1992 in Barcelona die Silbermedaille gewann.